# Sergentomyia yvonnae
Sergentomyia yvonnae är en tvåvingeart som först beskrevs av Aimé Georges Parrot och Schwetz 1937.  Sergentomyia yvonnae ingår i släktet Sergentomyia och familjen fjärilsmyggor.
Artens utbredningsområde är Kongo. Inga underarter finns listade i Catalogue of Life.